# Gustav Ucicky
Gustav Ucicky (n. 6 iulie 1898, Viena, Austro-Ungaria – d. 27 aprilie 1961, Hamburg, RFG) a fost un regizor de film, scenarist și director de imagine austriac. A fost unul dintre cei mai de succes regizori din Austria și Germania din anii 1930 până la începutul anilor 1960. Munca sa a acoperit o mare varietate de genuri, dar el este cel mai apreciat pentru  filmele sale dramatice și romantice.

## Biografie
Născut la Viena, se spune adesea că Ucicky a fost fiul nelegitim al pictorului Gustav Klimt pentru care a lucrat și a pozat mama sa Marie Učická din Praga, cu toate că această paternitate este neconfirmată. După ce a început o ucenicie ca designer grafic, a intrat în industria cinematografică la vârsta de 17 ani.

## Filmografie (selecție)

### Director de imagine
- 1919 Gold
- 1920 Golgatha
- 1921 Wege des Schreckens
- 1922 Sodoma și Gomora (Sodom und Gomorrha), regia Michael Curtiz
- 1926 The Golden Butterfly⁠(d)
- 1926 Should We Be Silent?⁠(d)
- 1926 The Third Squadron⁠(d)

### Regizor de film
- Die Pratermizzi⁠(d) (1927)
- Café Elektric⁠(d) (1927)
- Tingel-Tangel⁠(d) (1927)
- A Better Master⁠(d) (1928)
- Restless Hearts⁠(d) (1928)
- Inherited Passions⁠(d) (1929)
- The Convict from Istanbul⁠(d) (1929)
- The Flute Concert of Sanssouci⁠(d) (1930)
- 1930 Hocus-pocus (Hocuspocus)
- The Temporary Widow⁠(d) (1930)
- The Immortal Vagabond⁠(d) (1930)
- Yorck⁠(d) (1931)
- In the Employ of the Secret Service⁠(d) (1931)
- Man Without a Name⁠(d) (1932)
- Morgenrot⁠(d) (1933)
- Refugees⁠(d) (1933)
- Night in May⁠(d) (1934)
- The Young Baron Neuhaus⁠(d) (1934)
- 1935 Das Mädchen Johanna
- Savoy Hotel 217⁠(d) (1936)
- Under Blazing Heavens⁠(d) (1936)
- The Broken Jug⁠(d) (1937)
- Frau Sixta⁠(d) (1938)
- A Mother's Love⁠(d) (1939)
- Uproar in Damascus⁠(d) (1939)
- Ein Leben lang (1940)
- Der Postmeister⁠(d) (1940)
- Heimkehr⁠(d) (1941)
- Late Love⁠(d) (1943)
- Am Ende der Welt (1944)
- Der gebieterische Ruf (1944)
- The Heart Must Be Silent⁠(d) (1944)
- Singende Engel (1947)
- After the Storm⁠(d) (1948)
- Der Seelenbräu⁠(de)[traduceți] (1950)
- Cordula⁠(d) (1950)
- Until We Meet Again⁠(d) (1952)
- The Chaplain of San Lorenzo⁠(d) (1953)
- 1954 Vrăjitoarea (The Witch)
- A Life for Do⁠(d) (1954)
- Zwei blaue Augen⁠(d) (1955)
- The Hunter of Fall⁠(d) (1956)
- Der Edelweißkönig (1957)
- The Saint and Her Fool⁠(d) (1957)
- The Girl from the Marsh Croft⁠(d) (1958)
- The Priest and the Girl⁠(d) (1958)
- The Inheritance of Bjorndal⁠(d) (1960)